# Индепенденс (Мисури)
Индепенденс (енгл. Independence) град је у америчкој савезној држави Мисури.

## Демографија
По попису из 2010. године број становника је 116.830, што је 3.542 (3,1%) становника више него 2000. године.
|                   | 2010.            | 2000.            |
| Укупно            | 116 830 (100,0%) | 113 288 (100,0%) |
| Белци             | 96 086 (82,24%)  | 102 040 (90,07%) |
| Хиспаноамериканци | 8 999 (7,703%)   | 4 175 (3,685%)   |
| Афроамериканци    | 6 498 (5,562%)   | 2 939 (2,594%)   |
| Остали            | 4 104 (3,513%)   | 3 346 (2,954%)   |
| Азијати           | 1 143 (0,978%)   | 788 (0,696%)     |

## Партнерски градови
- Хигашимурајама